# FEVER (TRICERATOPSの曲)
「FEVER」（フィーバー）は、日本のロックバンド、TRICERATOPS6枚目のシングル。1998年11月21日 、エピックレコードジャパンよりリリース。 

## 解説
3ヶ月連続リリース第2弾。初のマキシシングル形態。アルバム『THE GREAT SKELETON'S MUSIC GUIDE BOOK』先行シングル。当初、次作「Guatemala」を先行シングルにする案があったがキャッチーさ・CMのインパクトを考慮して本楽曲が先行シングルに選出。

## 収録曲
全作詞・作曲：和田唱　編曲：TRICERATOPS
1. FEVER (5:35)
2. SMOKE (6:02)